# Plesiopliopithecus lockeri
Plesiopliopithecus lockeri es una especie extinta de primate catarrino descubierta en Austria, procedente de mediados del Mioceno. Fue descrita por Helmuth Zapfe en 1961 a partir de un fragmento mandibular.